# Marie Louise Mignot
Marie Louise Mignot, asszonynevén Madame Denis (Párizs, 1712. február 18. – Párizs, 1790. augusztus 20.) francia írónő.

## Élete
Mignot szám-revizornak és Catherine Arouet-nak (Voltaire nővérének) leánya. 1738-ban férjhez ment Nicolas Charles Denis-hez, de már 1744-ben özvegyen maradt. Csak Chatelet márki halála után lépett Voltaire-rel közelebbi viszonyba. Nem ment el ugyan vele 1750-ben Potsdamba, mivel Nagy Frigyes jelenlétét nem óhajtotta, de amikor Voltaire 1753-ban Franciaországba visszatért, Mignot elébe utazott és vele együtt fogták el Majna-Frankfurtban. Voltaire haláláig vezette Mignot az ő háztartását és a hírneves író őt nevezte ki általános örökösévé. 68 éves korában még egyszer férjhez ment a nála 10 évvel fiatalabb François (Duvivier) François-hoz. Próbálkozott színészettel és írással is és fennmaradt tőle egy szomorújáték (Alceste) és egy vígjáték (La coquette punie) tervezete.